# خارعلف ساحلی
خارعلف ساحلی (نام علمی: Spinifex) نام یک سرده از تیره گندمیان است.